# ديفيد غيبهارد
ديفيد غيبهارد (بالإنجليزية: David Gebhard)‏ هو مؤرخ أمريكي، ولد في 21 يوليو 1927 في كانون فولز في الولايات المتحدة، وتوفي في 1 مارس 1996 في سانتا باربارا في الولايات المتحدة.